# Marilù Tolo
Marilù Tolo, auch Marilu Tolo (* 16. Januar 1944 in Rom) ist eine italienische Schauspielerin.

## Leben und Wirken
Tolo wurde im Alter von 15 Jahren Mannequin und war bald darauf in verschiedenen Fernsehsendungen zu sehen. Ab 1960 wirkte sie in zahlreichen Sandalenfilmen, Abenteuerfilmen, Agentenfilmen und Italowestern mit. In der französischen Filmkomödie Geld oder Leben verführte sie den 40 Jahre älteren Heinz Rühmann.
In allen ihren Rollen blieb Tolo das attraktive Glamourgirl und schmückende Beiwerk. Anspruchsvolle Aufgaben wurden ihr nicht zugetraut, sodass sie nie über den Status eines Starlets hinauskam. Im Alter von 40 Jahren war ihre Filmkarriere beendet.
Zahlreiche Magazine druckten sie als Cover-Mädchen; daneben war sie im Penthouse im Oktober 1969 sowie in der italienischen Ausgabe des Playboy in der Novemberausgabe 1983.
Nach einigen Fernsehrollen in den 1980er Jahren verlegte Tolo ihren Lebensmittelpunkt nach Brasilien.

## Filmografie (Auswahl)
- 1960: Call-Girls (I piaceri del sabato notte)
- 1960: Ursus im Reich der Amazonen (La regina delle amazzoni)
- 1963: Sheherazade – Der goldene Löwe von Bagdad (Shéhérazade)
- 1964: Der Größte der Gladiatoren (Il magnifico gladiatore)
- 1964: Hochzeit auf italienisch (Matrimonio all’italiana)
- 1964: Der Letzte der Gladiatoren (L'ultimo gladiatore)
- 1964: Maciste, der Held von Sparta (Maciste, gladiatore di Sparta)
- 1964: Der stärkste Mann der Welt (Il trionfo di Ercole)
- 1965: Agentenfalle Lissabon (Misión Lisboa)
- 1965: Raffica – Tiger der Wüste (Una ráfaga de plomo)
- 1965: Und die Wälder werden schweigen (Le chant du monde)
- 1966: Frauen als Köder für CD 7 (Un colpo da mille miliardi)
- 1966: Geld oder Leben (La bourse et la vie)
- 1966: Die Haut des Anderen (Avec la peau des autres)
- 1966: Mohn ist auch eine Blume (The Poppy Is Also a Flower)
- 1966: Operation Gold (Zarabanda Bing Bing)
- 1966: Unser Mann in Rio (Se tutte le donne del mondo)
- 1966: Unser Mann von Interpol (Le judoka, agent secret)
- 1966: Die Waffe des Teufels (Perry Grant, agente di ferro)
- 1967: Das älteste Gewerbe der Welt (Le plus vieux métier du monde)
- 1967: Hexen von heute (Le streghe)
- 1967: Sieben Männer und eine Frau (Sept hommes et une garce)
- 1967: Die 7 Masken des Judoka (Casse-tête chinois pour le judoka)
- 1967: Töte, Django (Se sei vivo spara)
- 1968: Candy
- 1968: Himmelfahrtskommando El Alamein (Commandos)
- 1968: Zucker für den Mörder (Un killer per sua maestà)
- 1969: Die Verdammten dieser Erde (I dannati della terra)
- 1970: Drei Halunken und ein Halleluja (Roy Colt & Winchester Jack)
- 1971: Die Äneis (Eneide) (Fernseh-Miniserie)
- 1971: Der Clan, der seine Feinde lebendig einmauert (Confessione di un commissario di polizia al procuratore della repubblica)
- 1971: Ein Kerl zum Pferdestehlen (Romansa konjokradice)
- 1971: Zwei wilde Companeros (Viva la muerte … tua!)
- 1972: Blaubart (Barbe bleu)
- 1973: Themroc
- 1973: Die Halunken (Le cinque giornate)
- 1974: Revolte im Frauengefängnis (Prigione di donne)
- 1975: Jenseits der Angst (Au-delà de la peur)
- 1975: Mit Rose und Revolver (Les Brigades du Tigre, Fernsehserie, 1 Folge)
- 1978: Der große Grieche (The Greek Tycoon)
- 1979: Drei Engel für Charlie (Charlie’s Angels, Fernsehserie, Episode 4x06 Der gefallene Engel)
- 1984: Die letzten Tage von Pompeji (The Last Days of Pompeii) (Fernseh-Miniserie)